# サンディー・ユハス
サンディー・ユハス、ユハース・アレクサンドラ（Sandy Juhasz、ハンガリー語: Juhász Alexandra、1981年5月8日 – ）は、おもに日本で活動するフリーランスジャーナリスト、リポーター、フォトグラファー、フィランソロピストである。ハンガリー、ブダペスト出身。2003年に来日。2017年、東京都から鹿児島県に転居、県内唯一のハンガリー人。ハンガリーで、最も古い歴史を持つ「ハンガリー記者クラブ」（MÚOSZ)）の正会員である。日本とハンガリーの架け橋的な存在として知られる。

## 来歴
ハンガリー首都ブダペストに生まれ、22歳までヨーロッパ各地で異文化に触れながら様々な事を学ぶ。現地で日本人と知り合い、日本文化に興味を持ち、直ちに来日。同時に日本語勉強を開始し、日本語能力試験1級（JLPT N1）を取得。その後、女性フィットネスクラブに勤務。店長として、店舗運営を担当。2008年、テンプル大学ジャパンキャンパスにて国際ビジネスコミュニケーション認定を取得。翌年から日本企業の商品製造販売会社の企画部に勤務。その後、独立行政法人日本貿易振興機構 （JETRO）の対日投資部企業誘致課に勤務。
産業能率大学、情報マネージメント学部現代マネージメント学科卒。経済学、心理学を履修。
同年、日本外国特派員協会（FCCJ）主催「SWADESH DEROY SCHOLARSHIP」で優秀賞を受賞し、当協会の会員となる。これを契に特派員協会でメディア世界へ。格闘技リポーター。K-1を初め、キックボクシング、総合格闘技、空手、シュートボクシング等を取材。国際都市おおた大使にも任命され、東京都大田区の観光大使を務める。
2017年10月に鹿児島の男性と結婚。翌年より鹿児島読売テレビ（KYT）の番組「かごピタ」の特集コーナーでリポーターを担当し、生中継放送などもこなす。
2019年1月、母国ハンガリーと鹿児島県には驚くほど共通点が多いことを見出し、両国を本でつなぐ国際交流プロジェクト「本ノコテ」を始動。古本2万冊をハンガリーへ送り、ハンガリーで日本語教育や鹿児島の宣伝に貢献。姶良市クリエイティブアドバイザーに任命され、姶良市シティプロモーション推進懇話会で唯一の外国人参加者。

## 人物
- トレードマークはハイヒールとエレガントなルックス。
- 趣味は靴集め・格闘技・写真・国会中継を見ること・行った事がない場所を探検すること。
- 格闘技リポーターとして活躍していた頃、リングサイドで写真撮影を行う時に10cmのハイヒールを履き、カラフルな手袋を付けた。男性が中心となって活躍している日本の格闘技界で、ヨーロッパ女性のリポーターとしての地位を獲得、格闘技界にも認められる存在となった。

## 主な出演番組

### テレビ
- かごピタ　(鹿児島読売テレビ、2018年-2023年）[14]

## 過去の出演番組

### テレビ
- 世界の日本人妻は見た!　（TBS）2015、2016
- 世界が驚いたニッポン! スゴ〜イデスネ!!視察団　（TBS） 2016
- 外国人ジャーナリストが世界に伝いたい！日本のスゴイところベスト５０！（TBS） 2017
- ふるカフェ系 ハルさんの休日（NHK総合）　第２シリーズ最終話　2017
- ザ・ディレクソン (NHK総合)　2019
- メイドインジャパン！ 波乱万丈！女だけの里帰り3時間SP (TBS)[15] [16]2019
- ワタシは日本に住む理由～鹿児島に住むハンガリー美人～[17][18]（BSテレビ東京）2020

- 元湯「おたすけ・あいであ館」～歓迎！ＩＴに悩むシニア様御一行～ (NHK総合) 2020
- NHKだめ自慢 ～みんながでるテレビ～ 2020　  他

### ラジオ
- フレンズＦＭ鹿児島　2019
- あいらびゅ～ＦＭ　2019
- ＦＭさつませんだい　2019
- ＦＭよこはま　SUNSTAR WEEKEND JOURNEY2020

## 日本とハンガリーの関係

### 日本ハンガリー外交関係開設150周年記念事業
2019年にプロジェクト代表として3つの日本ハンガリー外交関係開設150周年記念事業を行う。
1. 2019年1月～12月：「本ノコテ」[19][20][21]
2. 2019年6月1日～7日：「ハンガリーフィルムデーズ2019」[22][23][24][25]
3. 2019年9月24日：「ハンガリー伝統料理をサンディーと作ろう！」[26]

### 教育活動
- 公益財団法人 鹿児島市国際交流財団にて「サンディー先生と遊ぼう♪～絵本の読み聞かせ＆遊び教室～」（ハンガリー語・日本語）[27][28][29]
- 鹿児島市親子つどいの広場なかまっちにて絵本の読み聞かせ（ハンガリー語・日本語）[30]
- 鹿児島大学教育学部附属中学校にてハンガリー語の発音レッソンを行い、九州合唱コンクール中学校部門で金賞を獲得 [31]
- 在ハンガリー日本国大使館付属ブダペスト日本人学校にて絵本の読み聞かせ（日本語）
- 国際幼稚園 Under the Rainbow ( アンダー・ザ・レインボー ) にて絵本の読み聞かせ（日本語・英語）

## その他

### コンテスト
2018年に第9回国民的美魔女コンテストのファイナリストに選出（コンテスト史上初の外国人）